# Телефонная станция (Выборг)
Выборгская телефонная станция — здание телефонной станции, построенное в 1922 году в Выборге по проекту архитекторов Пааво Уотилы и Уно Ульберга. Расположенный в центре города на улице Мира пятиэтажный (ранее — шестиэтажный) дом в стиле североевропейского неоклассицизма был включён в перечень памятников архитектуры, однако лишился этого статуса приказом Комитета по культуре Ленинградской области № 14 от 28.03.2006.

## История
В 1920-х годах, по завершении гражданской войны в Финляндии, в Выборге наметилось оживление хозяйственной деятельности, сопровождавшееся возобновлением активного строительства. Одним из перспективных направлений развития была телефония, и архитекторы П. Уотила и У. Ульберг, вошедшие в совет директоров выборгской телефонной компании («Wiipurin telefooni Oy»), в 1921 году разработали проект здания городской телефонной станции. Его «начинка» (функциональное устройство, фундамент, поэтажные планы) и зонирование участка — результат работы Уотилы, а на долю Ульберга выпало оформление фасада. Такое разделение труда объясняется тем, что Пааво Уотила оставался приверженцем национального романтизма — стиля, для которого характерна тщательная проработка деталей фасадного декора, требовавшая дорогостоящих строительных материалов, в связи с чем заказчики нередко обвиняли архитектора в повышении стоимости строительства. Поэтому фасад телефонной станции был выполнен Ульбергом в строгих формах так называемого североевропейского неоклассицизма — переходного архитектурного стиля, который постепенно включал всё больше элементов функционализма и в 1930-х годах был окончательно вытеснен этим направлением модернизма. 
Строительство здания телефонной станции, начатое в 1921 году, завершилось в конце 1922 года. Лаконичный краснокирпичный фасад с отделкой штукатуркой на уровне первого этажа вызвал восторженные отзывы в профессиональных журналах, особенно отмечавших торжественный эффект крутой черепичной крыши, изящество белых наличников второго этажа и мастерски сделанные брандмауэры. 
Обширный подвал предназначен под кладовые и помещения для центрального отопления. Первый этаж отводился под два помещения коммерческого назначения, одно из которых оставалось в собственности телефонной компании. На следующем этаже размещались кабинеты руководства и другие административные помещения, зал заседаний и столовая. Большую часть помещений третьего этажа занимали контора и станция южно-финляндской междугородной телефонной компании. А под размещение оборудования городской телефонной станции отводилась основная часть помещений верхних этажей (в том числе и шестого, мансардного). К главному зданию примыкали дворовые корпуса: дом руководителя, гаражи, мастерские, склады, прачечная и другие подсобные хозяйственные помещения.  
Полуавтоматическая телефонная станция разместилась в здании в 1924 году. В 1939 году она обслуживала более 5000 абонентов. Намеченное на 1939 год расширение ёмкости с установкой автоматической телефонной станции фирмы «Ericsson» не состоялось по причине советско-финских войн (1939—1944), нанёсших станции огромный ущерб: практически половина здания была уничтожена, изменилась форма крыши. В ходе послевоенного ремонта с воссозданием только утраченной части первого этажа фасад, ставший асимметричным, был оштукатурен. 
Необходимость расширения ёмкости телефонной станции повлекла за собой пристройку к зданию со стороны Московского проспекта обширного корпуса, в котором разместились телеграф, новая АТС и радиоузел. Новое здание телеграфа и АТС, спроектированное в 1976 году архитекторами Т. Б. Боровковой и Г. А. Смирновым, стало, по мнению искусствоведа Е. Е. Кеппа, одним из лучших строений советского времени в Выборге. В 1980 году в новом здании была установлена координатная автоматическая телефонная станция производства ГДР на 7000 номеров, а в 1991 году — электронная АТС производства Италии, первая станция подобного типа в СССР. 
В связи с тем, что в ходе модернизации 1990-х годов отпала потребность в больших площадях под размещение оборудования, высвобожденные помещения старого здания телефонной станции заняли подразделения Росреестра, а нового здания (частично) — учреждения здравоохранения. В верхней части брандмауэра старого здания сохранилась круглая эмблема с буквами WT oy («Wiipurin telefooni osakeyhtiö» — «Выборгское телефонное акционерное общество»).

## Изображения

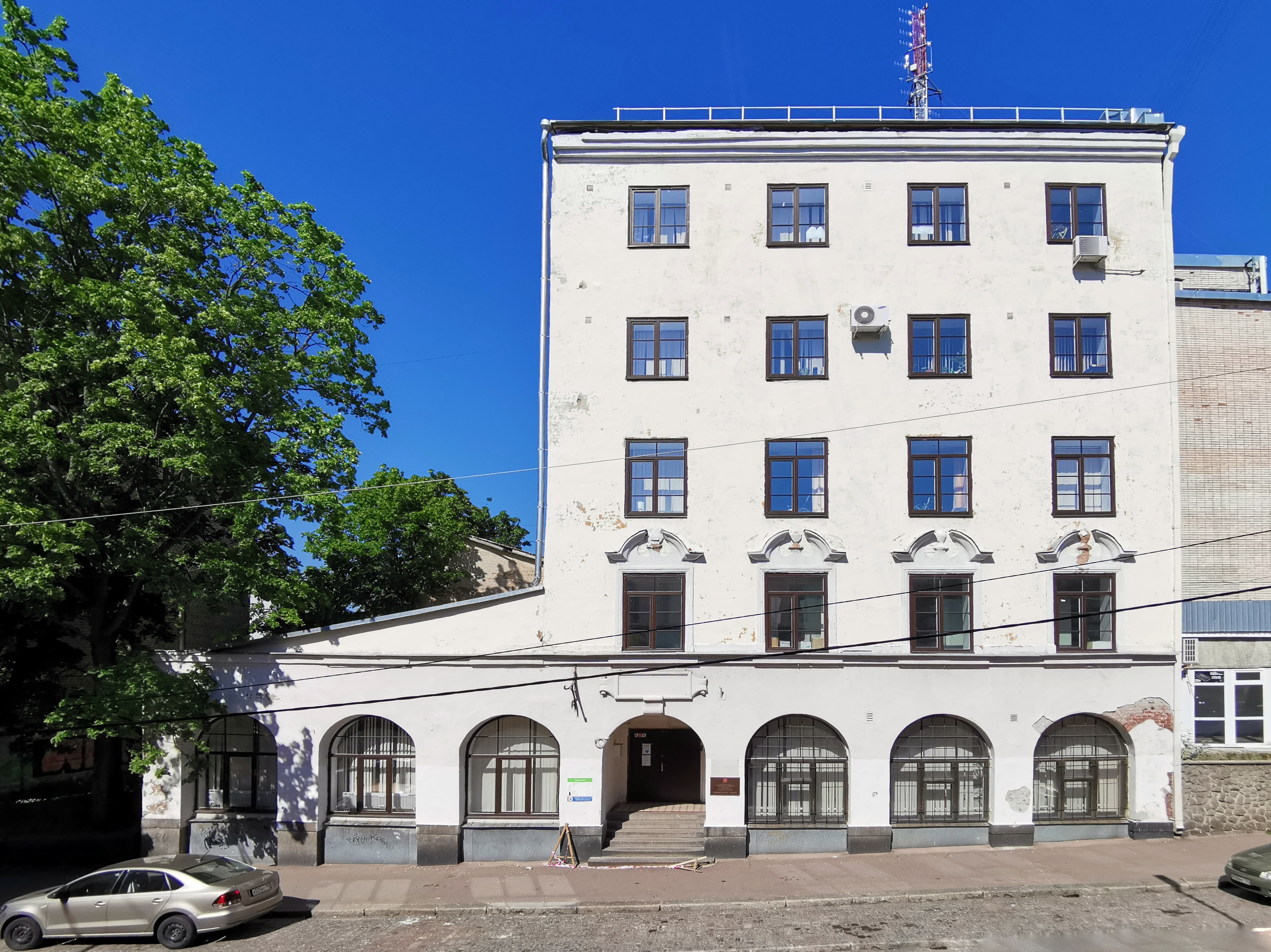
Бывшая телефонная станция в 2021 году
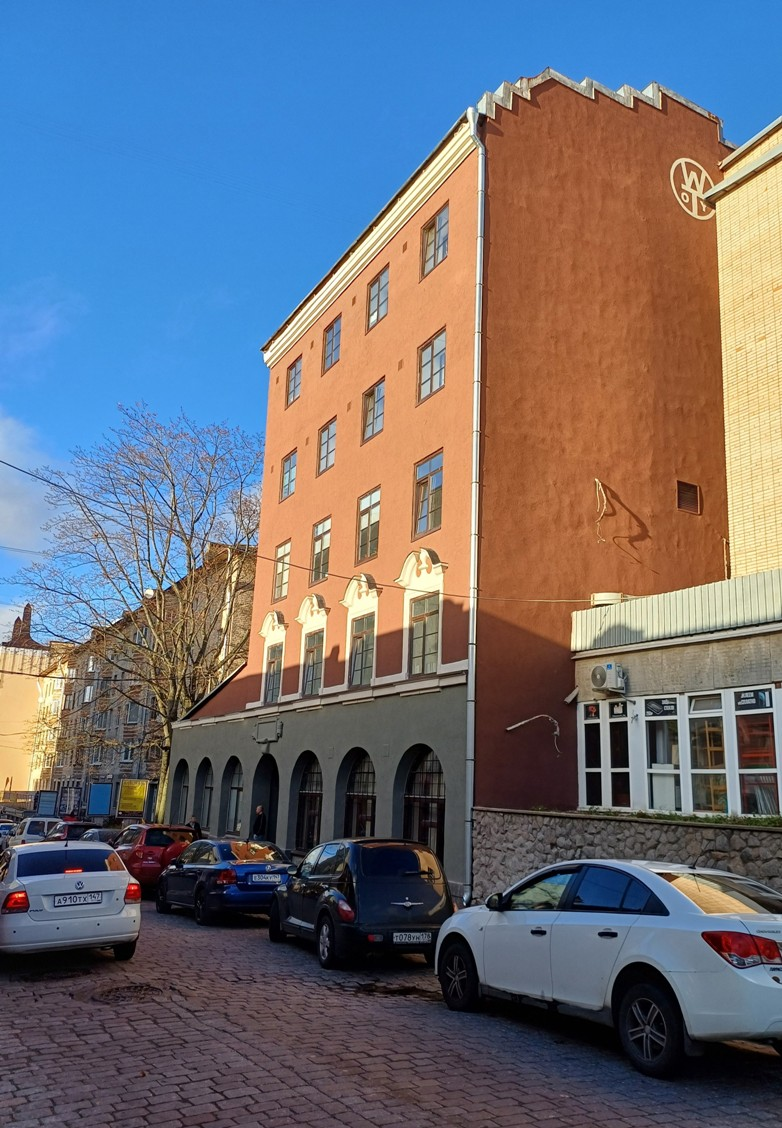
Бывшая телефонная станция в 2024 году
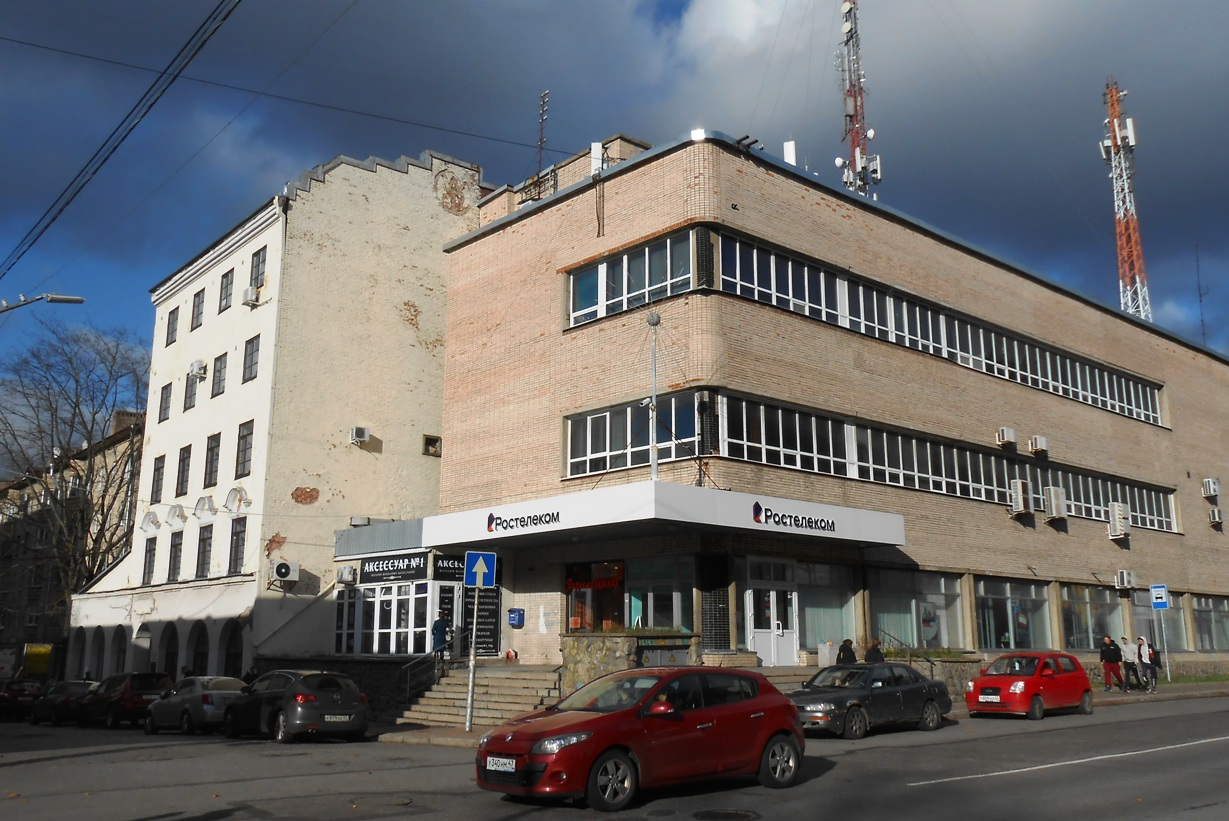
Старый и новый корпуса в 2021 году
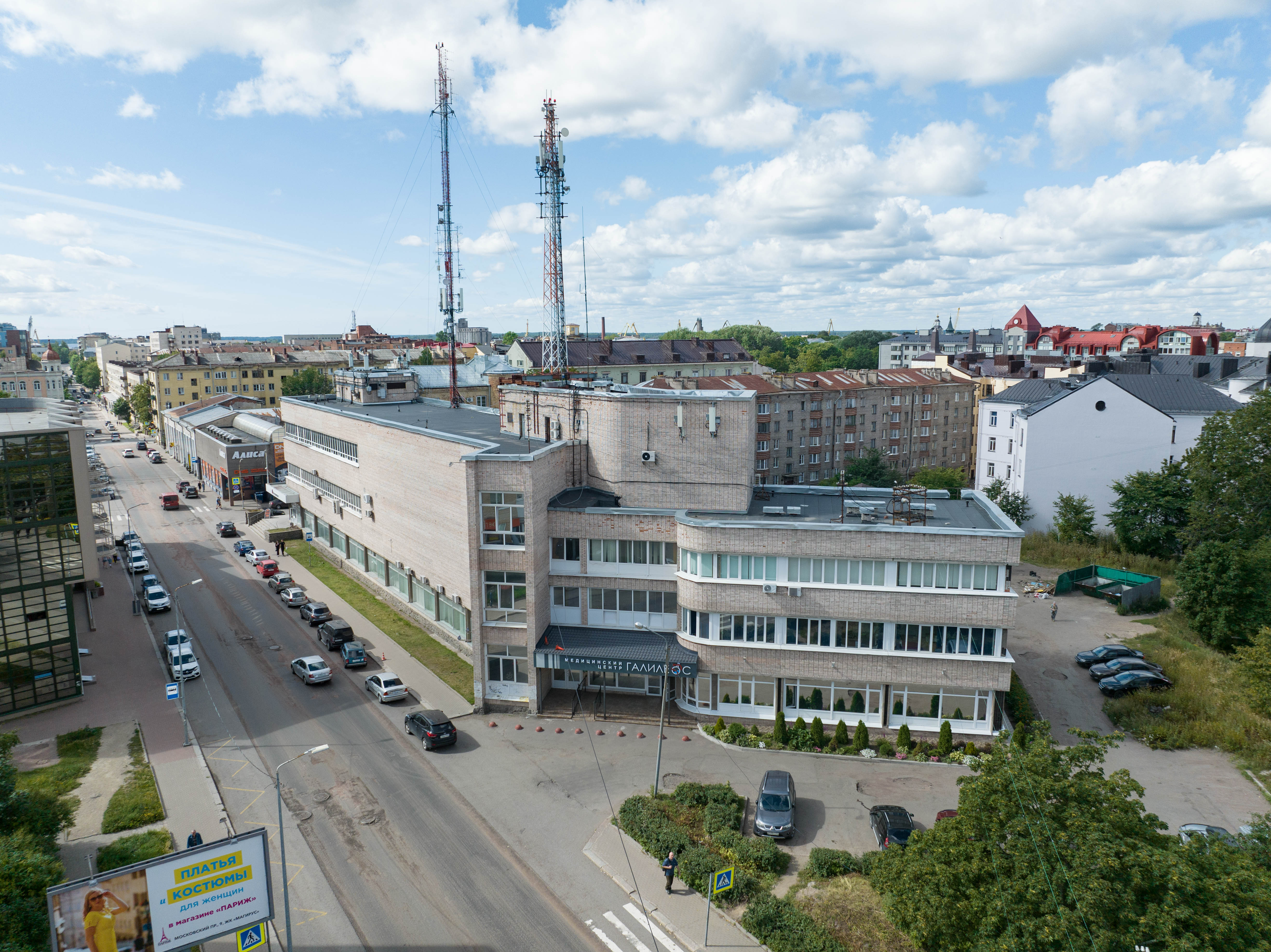
Вид со стороны Школьной площади на новый корпус АТС в 2022 году